# Euonymus castaneifolius
Euonymus castaneifolius е вид дърво от семейство Чашкодрянови (Celastraceae).

## Етимология
Специфичният епитет castaneifolius произлиза от [латински език[|латински]]: „листа с цвят на кестен“.

## Описание
Euonymus castaneifolius расте до 12 м височина с диаметър на ствола до 10 см. Гладката кора е сиво-кафява. Цветовете са бели. Обикновено плодовете узряват в червено и са с дължина до 1,8 см.

## Разпространение и местообитание
Euonymus castaneifolius расте естествено в Суматра и Борнео. Местообитанието му са планински гори от морското равнище до 2700 м надморска височина.